# Assembleia de Podgorica

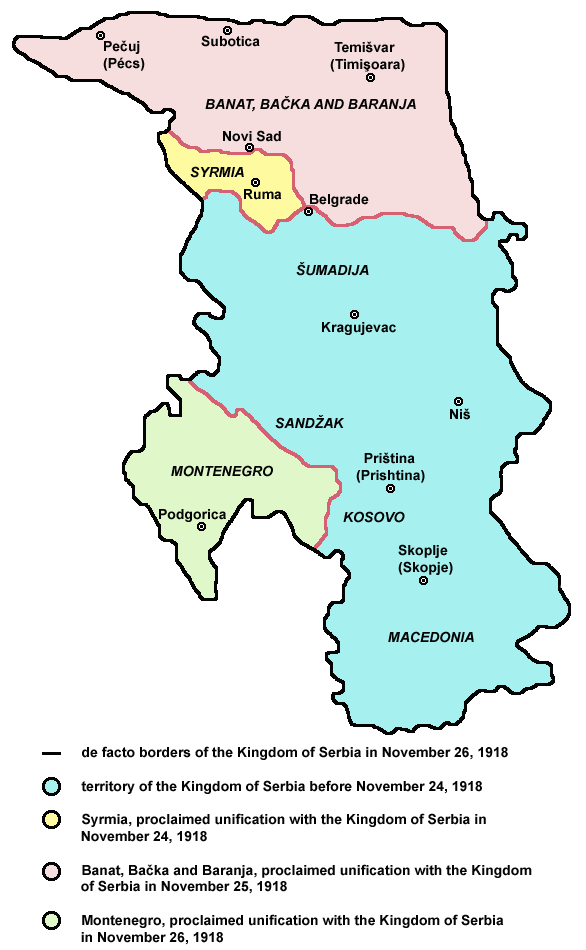
Mapa mostrando Montenegro (verde) e Sérvia (azul) no final da Primeira Guerra Mundial.

A Grande Assembleia Popular do Povo Sérvio em Montenegro (em sérvio: Велика народна скупштина српског народа у Црној Гори; romaniz.: Velika narodna skupština srpskog naroda u Crnoj Gori), comumente conhecida como Assembleia de Podgorica (Подгоричка скупштина, Podgorička skupština), foi uma assembleia popular ad hoc convocada em novembro de 1918, após o fim da Primeira Guerra Mundial no Reino de Montenegro. O comitê convocou a assembleia com o objetivo de facilitar uma união incondicional de Montenegro e Sérvia e remover Nicolau I de Montenegro do trono. A assembleia foi organizada por um comitê apoiado e coordenado pelo governo do Reino da Sérvia. A unificação foi bem-sucedida e precedeu o estabelecimento do Reino dos Sérvios, Croatas e Eslovenos como um estado unificado dos eslavos do sul em poucos dias. A unificação foi justificada pela necessidade de estabelecer um único estado sérvio para todos os sérvios, incluindo Montenegro, cuja população, assim como Nicolau I, sentia que Montenegro pertencia à nação sérvia e apoiava amplamente a unificação.
Nicolau I criticou as eleições e resoluções da Assembleia de Podgorica, argumentando que ambas eram ilegítimas e ilegais enquanto seu governo estava exilado na França. Os oponentes da união incondicional, conhecidos como Verdes devido à cor do papel usado pelos candidatos pró-independência, apoiavam a independência total de Montenegro ou uma federação ou confederação com a Sérvia e outros eslavos do sul, onde Montenegro seria um parceiro igual.
Após as resoluções sobre a unificação e a deposição de Nicolau I, os Verdes recorreram à insurreição para lutar contra os Brancos pró-unionistas, também nomeados em homenagem à cor do papel usado para imprimir as listas de candidatos pró-unionistas da Assembleia de Podgorica. A insurreição, que acabou fracassando, ficou conhecida como a Revolta de Natal. Alguns dos Verdes continuaram sua luta política por um estado federal comum eslavo do sul por meio do estabelecimento do Partido Federalista Montenegrino em 1923. A questão da legalidade e legitimidade da Assembleia de Podgorica tem sido debatida desde sua convocação. A resolução da Assembleia de Podgorica foi anulada pelo Parlamento de Montenegro após a dissolução da Iugoslávia e o referendo de independência montenegrino de 2006. Em sua resolução, o parlamento declarou a Assembleia de Podgorica ilegal e ilegítima, descrevendo a unificação resultante da Assembleia de Podgorica como um golpe de estado.

## Antecedentes

### Independência e alianças montenegrinas

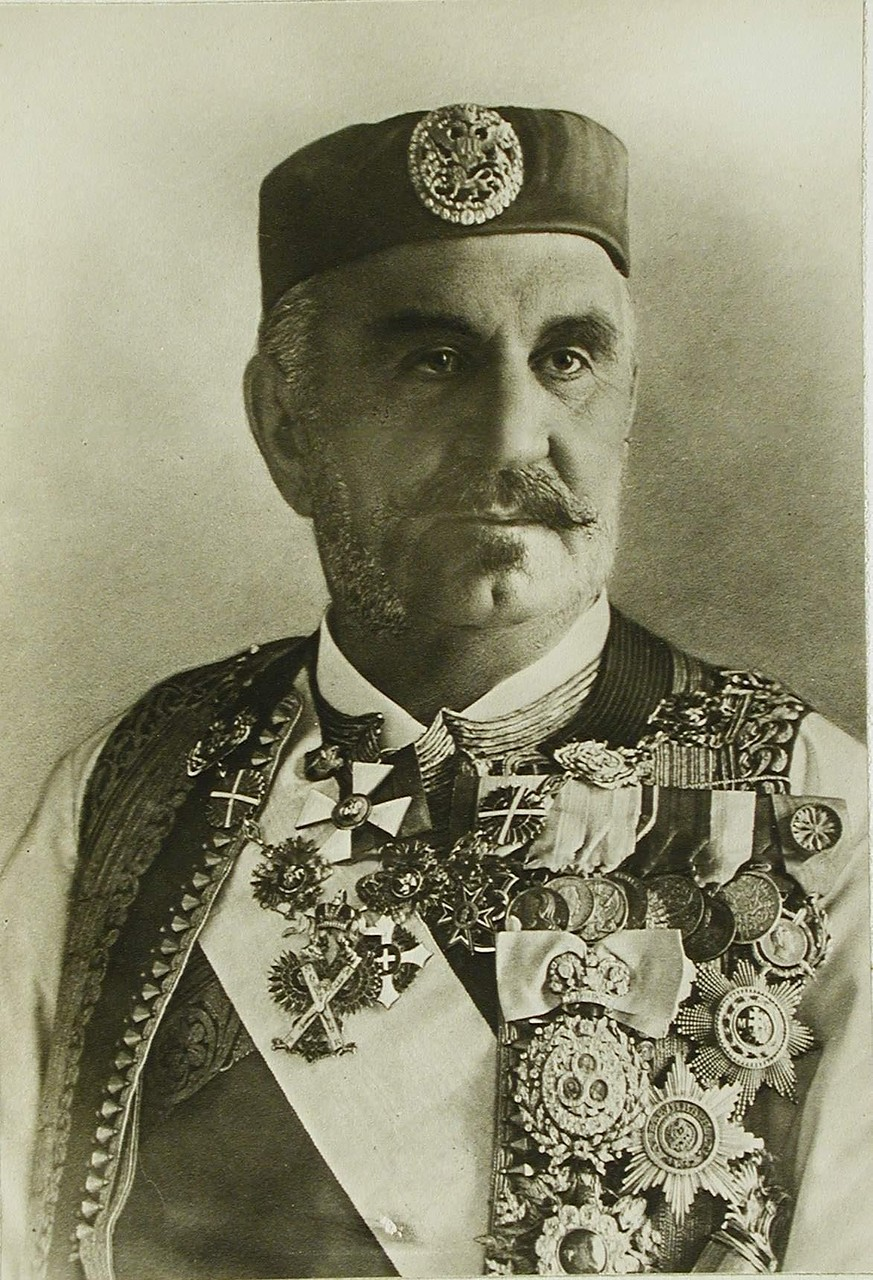
Nicolau I governou Montenegro como príncipe ou rei a partir de 1860.

O Reino de Montenegro foi um país independente nos Balcãs até a Primeira Guerra Mundial. Governado pelo Rei Nicolau I, que exercia poderes praticamente absolutistas,  Nicolau considerava Montenegro o remanescente do Império Sérvio medieval que não foi conquistado após a expansão do Império Otomano na Europa. Ele via os montenegrinos como um povo sérvio livre que acabaria derrotando os otomanos no contexto da resolução da questão oriental e revivendo o império medieval sérvio nos Bálcãs, com ele como o líder supremo dos eslavos do sul que habitavam a área. Nicolau acreditava firmemente que Montenegro e o Reino da Sérvia deveriam unir-se,  uma opinião partilhada por uma pequena maioria da população de Montenegro.  O sentimento predominante em Montenegro era que Montenegro deveria liderar a unificação. Os escritores sérvios contemporâneos Simo Matavulj e Marko Car compararam o papel de Montenegro na unificação eslava do sul ao papel de liderança do Piemonte na unificação da Itália.  O apoio de Nicolau à unificação foi temperado pelo seu desejo de garantir o governo contínuo da sua dinastia Petrović-Njegoš e de expandir Montenegro antes de qualquer unificação, esta última com a intenção de garantir uma melhor posição de negociação para Montenegro como um parceiro igual à Sérvia territorialmente maior. 
Após o assassinato do arquiduque Francisco Ferdinando, a subsequente Crise de Julho e a declaração de guerra austro-húngara contra a Sérvia, Montenegro testemunhou amplo apoio popular à Sérvia. Em resposta, Montenegro firmou um tratado militar com a Sérvia em 4 de agosto de 1914, apenas dois dias antes de declarar guerra à Áustria-Hungria. De acordo com o tratado, o Exército Montenegrino ficou sob o comando do Alto Comando do Exército Real Sérvio, com Nicolau I mantendo uma posição nominal como comandante supremo. O tratado determinou que dois terços das forças de Montenegro fossem estacionadas em Pljevlja, no norte, para apoiar uma ofensiva sérvia destinada a capturar Sarajevo, enquanto o restante defendia as fronteiras de Montenegro. Além disso, a Sérvia deveria receber e distribuir ajuda das potências aliadas da Entente.  A Sérvia delineou os seus objectivos de guerra na Declaração de Niš, enfatizando a unificação pós-guerra dos sérvios, croatas e eslovenos, que marginalizou Montenegro no processo de construção do Estado proposto.  Em 1915, Montenegro procurou apoio do Império Russo para as suas aspirações de expansão ao longo do Mar Adriático e do seu interior entre os rios Mat e Neretva – abrangendo a Herzegovina, o sul da Dalmácia e a cidade de Shkodër – mas estes esforços não tiveram sucesso.  A Entente pressionou Montenegro a alinhar os seus objectivos de guerra com os da Sérvia e a abandonar quaisquer ambições separadas. 

### Derrota militar

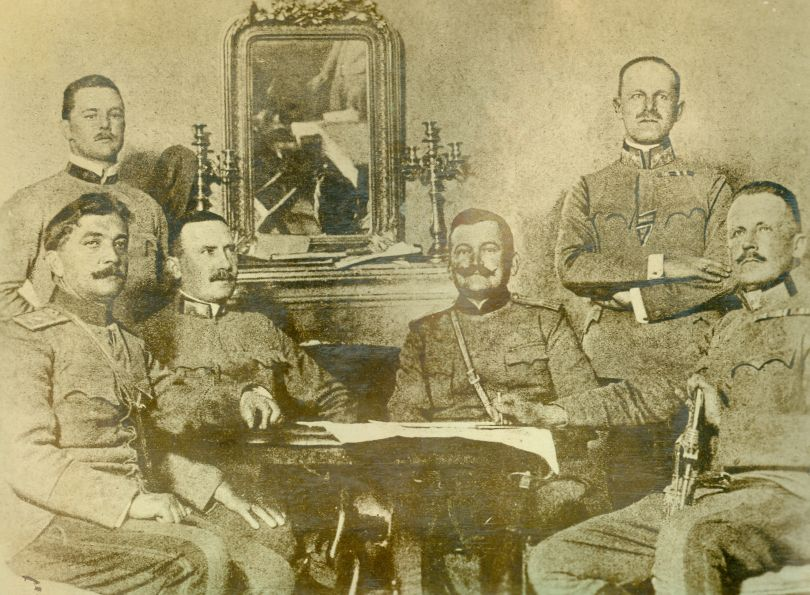
Rendição formal de Montenegro às forças austro-húngaras em 1916

Desde o início da guerra, Montenegro enfrentou escassez de equipamentos e alimentos.  O primeiro conflito de interesses entre Montenegro e Sérvia ocorreu em junho de 1915, quando Nicolau ordenou que o exército capturasse Shkodër. Embora o governo sérvio desaprovasse essa medida, ele se absteve de confrontar Nicolau para evitar um possível aumento do apoio a ele entre a população montenegrina. Após a derrota militar da Sérvia na campanha sérvia de 1915, o Exército Real Sérvio sofreu perdas significativas, reduzindo seu tamanho a um nível comparável ao das forças montenegrinas. Para evitar que os aliados montenegrinos se tornassem a principal força de combate aliada à Entente na área, a Sérvia procurou enfraquecer o exército montenegrino de forma semelhante. Consequentemente, a maior parte das forças montenegrinas recebeu ordens do Alto Comando do Exército Real Sérvio para se deslocar para o norte de Montenegro, concentrando-se na região de Sandžak. Isto deixou a fronteira sul, incluindo a Montanha Lovćen entre a Baía Austro-Húngara de Kotor e a capital montenegrina, mal defendida. 
Em novembro-dezembro de 1915, enquanto as forças montenegrinas protegiam o Exército Real Sérvio durante sua Grande Retirada da Sérvia através de Montenegro e Albânia até a Grécia, as forças austro-húngaras avançaram através de Lovćen na campanha montenegrina. No final de Dezembro, antecipando a perda iminente da cidade, o rei, funcionários do governo, membros do parlamento, representantes do Alto Comando Sérvio e embaixadas estrangeiras foram evacuados da capital do país, Cetinje, para Podgorica.  Em 19 de janeiro, Nicolau e a maior parte do governo deixaram Monetenegro.  Agindo contra as instruções de Nicolau, os ministros restantes do governo se declararam o novo governo e se renderam à Áustria-Hungria. Mais tarde, eles atribuíram a rendição à partida de Nicolau.  Acusações sobre a rendição foram trocadas entre membros do governo no exílio e o rei. O primeiro-ministro Lazar Mijušković renunciou ao cargo após uma dessas disputas, expressando apoio à união com a Sérvia em detrimento da preservação da independência montenegrina. Andrija Radović foi nomeado por Nicolau I para suceder Mijušković. 
Durante a guerra, a maioria das potências da Entente não confiava totalmente em Montenegro como aliado devido aos rumores persistentes de acordos diplomáticos secretos.  Estes rumores foram encorajados pela Sérvia, que até utilizou um acordo forjado alegadamente concluído pelo Montenegro e pela Áustria-Hungria.  Em vez de confrontar Nicolau por medo de empurrar Montenegro para o campo oposto, as Potências Centrais escolheram trabalhar para canalizar o seu apoio através da Sérvia.  O Reino da Itália, apesar de fazer parte da Entente, apoiou a independência montenegrina, vendo o futuro estado unificado eslavo do sul como uma ameaça aos seus interesses nos Bálcãs e no Adriático. A Itália explorou a chamada questão montenegrina para extrair concessões da Sérvia.  Os Estados Unidos não se envolveram proactivamente na questão da independência do Montenegro antes da Conferência de Paz de Paris de 1919,  não conseguindo obter apoio internacional para a restauração da independência do Montenegro. Em 1918, Nicolau mudou sua abordagem ao iugoslavismo, defendendo primeiro uma federação iugoslava e depois uma confederação como o estado eslavo do sul comum, com Montenegro como um de seus elementos constitutivos.  Numa entrevista nos últimos dias da guerra, Nicolau expressou a esperança de que o presidente dos EUA, Woodrow Wilson, garantisse o futuro político independente de Montenegro. 

### Comitê Montenegrino

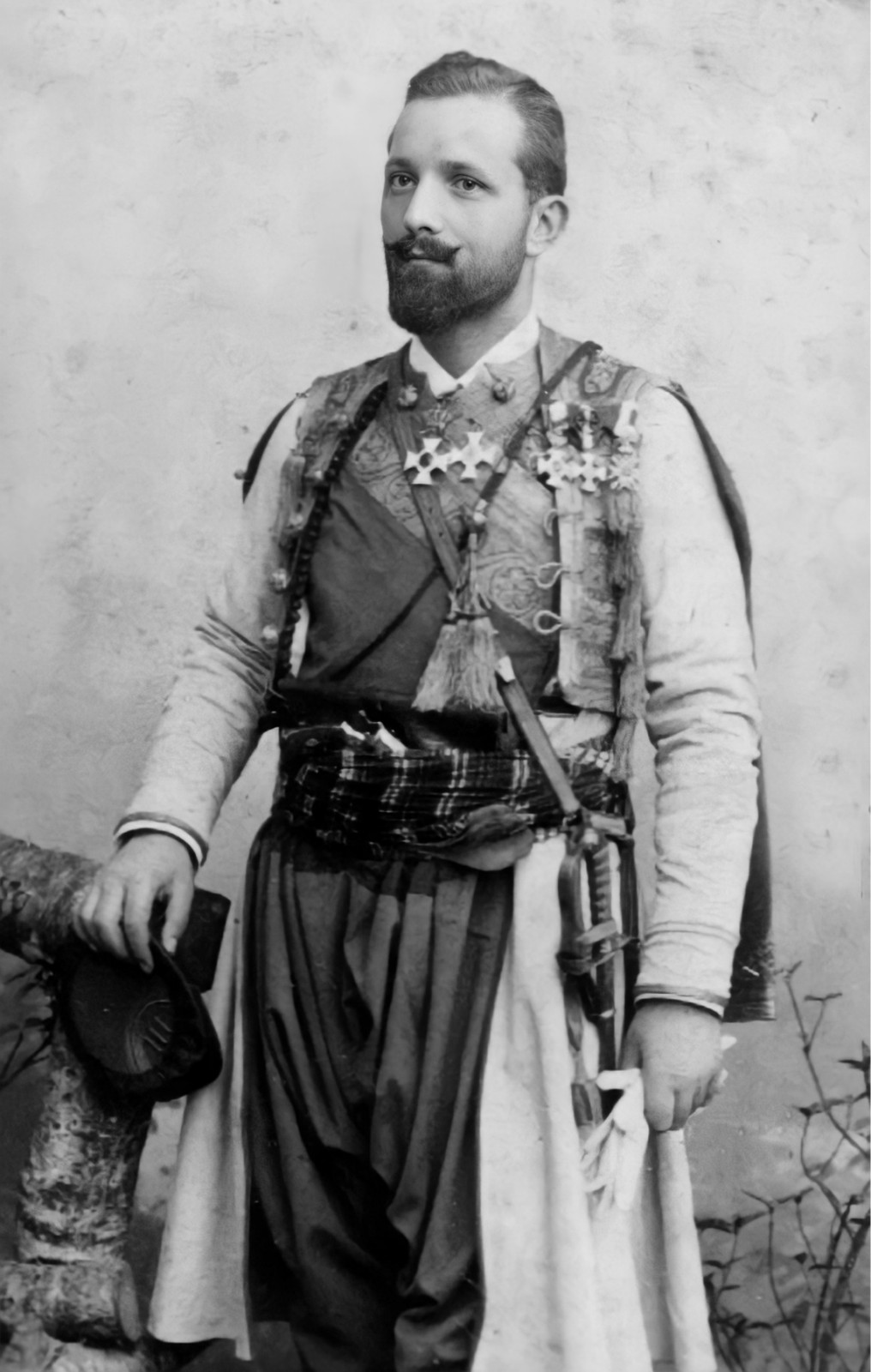
O ex-primeiro-ministro Andrija Radović criou o Comitê Montenegrino.

Em agosto de 1916, Radović redigiu um memorando para Nicolau propondo a unificação de Montenegro e Sérvia, argumentando que Montenegro independente não poderia se sustentar após uma vitória da Entente.  O plano de Radović sugeria que Nicolau renunciasse ao seu trono em favor do Príncipe Regente Alexandre da Sérvia, que seria sucedido pelo filho de Nicolau, Daniel, Príncipe Herdeiro de Montenegro. A proposta previa governantes alternados das dinastias reais sérvia e montenegrina no trono do estado de união proposto. Inicialmente hesitante, Nicolau acabou recebendo incentivo da Itália (cujo rei, Vítor Emanuel III, era seu genro) para rejeitar a oferta. 
Nicolau finalmente se recusou a endossar o memorando em janeiro de 1917, levando à renúncia de Radović. Radović então emergiu como um dos principais defensores da unificação. Radović expressou sua determinação em influenciar os montenegrinos contra Nicolau ao embaixador da Sérvia em Paris, Milenko Radomar Vesnić. Posteriormente, Radović colaborou com a Sérvia para estabelecer o Comitê Montenegrino para a Unificação. Sua proclamação inaugural foi submetida à aprovação do primeiro-ministro da Sérvia, Nicolau Pašić, que aconselhou Radović a evitar mencionar "Iugoslávia" como o novo estado e, em vez disso, sugeriu usar o termo "outras terras sérvias". Inicialmente, o comitê era composto pelos ex-ministros do governo Pero Vučković, Danilo Gatalo e Janko Spasojević, juntamente com o membro do tribunal distrital Miloš Ivanović.

### Tropas do Adriático

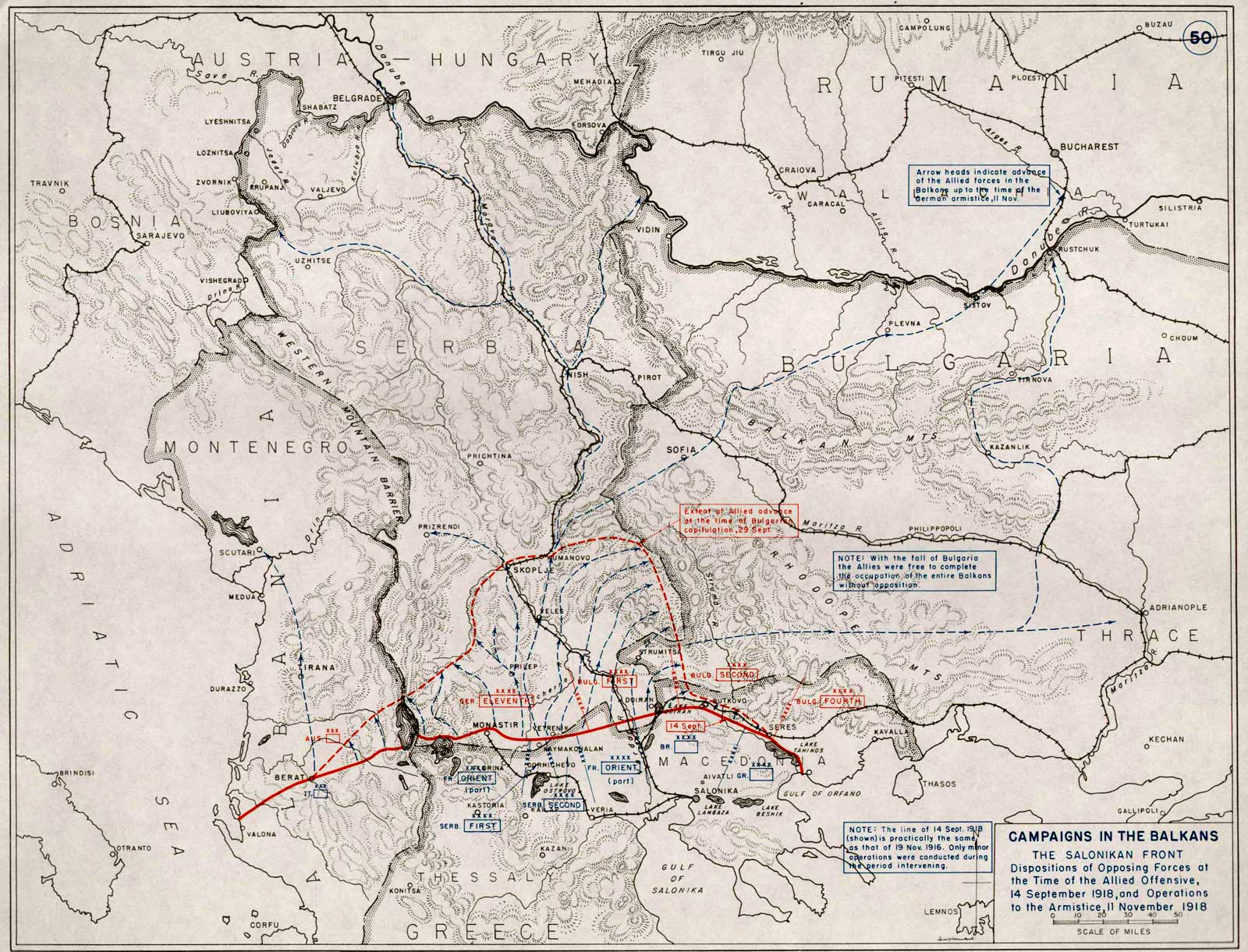
Avanço das potências da Entente na frente da Macedônia em 1918

Em setembro de 1918, as potências da Entente iniciaram seu avanço para o norte na frente de Salônica, gradualmente deslocando as Potências Centrais e recuperando o território do Reino da Sérvia ocupado. Por insistência do General Louis Franchet d'Espèrey, o Exército Real Sérvio foi posicionado no flanco ocidental do avanço após chegar a Skopje. Esta manobra estratégica visava garantir a chegada do exército em Montenegro antes dos apoiadores de Nicolau ou das forças italianas, percebidas como uma ameaça pela Sérvia devido à demanda da Itália pelo estabelecimento de um condomínio italiano em Montenegro, excluindo a presença sérvia.
O contingente do Exército Real Sérvio designado Coronel Dragutin Milutinović a tarefa de ganhar o controle de Montenegro. A força de Milutinović, inicialmente conhecida como Tropas Scutari (Skadarske Trupe), nomeado em homenagem à cidade de Shkodër, mais tarde adotando o nome de Tropas do Adriático (Jadranske Trupe).  As tropas do Adriático eram compostas por soldados da Divisão Iugoslava (recrutados em terras austro-húngaras) e paramilitares sérvios da região do Kosovo, sob a liderança de Kosta Pećanac .  Milutinović, instruído pelo Príncipe Regente Aleksandar, foi encarregado de impedir o retorno de Nicolau I a Montenegro por todos os meios necessários. Acompanhado por Spasojević, membro do Comitê Montenegrino, e Svetozar Tomić, chefe da seção montenegrina do Ministério das Relações Exteriores da Sérvia, Milutinović estabeleceu o Comitê Executivo Central para a Unificação da Sérvia e Montenegro em Berane em 28 de outubro. Este comité, composto por Spasojević, Tomić e pelo presidente da câmara de Berane, Milosav Raičević, foi responsável pela organização de uma assembleia popular e pelo estabelecimento das regras para a eleição dos delegados da assembleia. 
Na última parte de outubro, enquanto as tropas do Adriático estavam estacionadas em Berane, os insurgentes montenegrinos (komite) sob a liderança de Jovan Radović ganhou o controle de grande parte do campo. As tropas do Adriático avançaram em direção a Podgorica, derrotando uma força austro-húngara nos arredores da cidade entre 30 e 31 de outubro. Dois dias depois, os insurgentes de Radović capturaram Nikšić. As forças austro-húngaras abandonaram a capital montenegrina e se retiraram do país em 4 de novembro, dois dias antes das tropas do Adriático chegarem a Cetinje. Depois de garantir Cetinje, seguiram para Nikšić, Kolašin e Bar. O clima tenso nos comícios políticos que promoviam a unificação levou Milutinović a solicitar reforços para manter a ordem durante as eleições.  Milutinović ordenou a dissolução dos insurgentes em 12 de novembro. 

## Eleição

### Regras

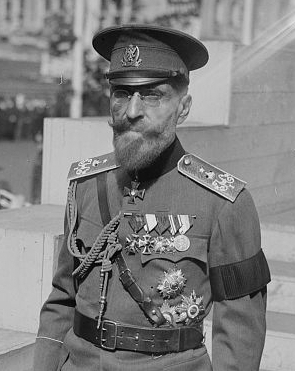
Anto Gvozdenović levantou objeções às regras de eleição da assembleia durante a Conferência de Paz de Paris.

A legalidade e a legitimidade das regras eleitorais elaboradas por Tomić, bem como a eleição em si, estavam na vanguarda do desacordo entre unionistas e independentistas em Montenegro no início do período entreguerras. Este último argumentou que as regras eram ilegais porque não foram formuladas por nenhum órgão legislativo montenegrino e porque contradiziam as leis então existentes e a Constituição de Montenegro de 1905. Eles também os consideraram ilegítimos devido ao curto tempo de preparação fornecido, à falta de supervisão sobre os registros de eleitores ou resultados eleitorais e à ausência de um requisito mínimo de participação eleitoral. Em contrapartida, os unionistas viam o processo e a assembleia popular como uma forma de plebiscito que legitimava a nova assembleia.  Na altura, esta medida foi justificada pelo facto de dois quintos dos parlamentares do pré-guerra serem refugiados no estrangeiro.  Os críticos salientaram que a instituição ad hoc da Grande Assembleia Popular, semelhante a uma assembleia popular, foi emprestada do Artigo 129 da Constituição da Sérvia de 1903.  O embaixador montenegrino nos Estados Unidos, Anto Gvozdenović,  manifestou preocupações na Conferência de Paz de Paris sobre a falta de representação proporcional nas regras eleitorais. 
As regras eleitorais, adotadas em Berane em 7 de novembro de 1918, delinearam o processo de seleção dos delegados da assembleia popular. Foi estipulado que os delegados eleitos se reuniriam em Podgorica uma semana depois para deliberar sobre o status constitucional e legal de Montenegro e nomear um órgão executivo para fazer cumprir as decisões da assembleia. Os delegados elegíveis deveriam ter mais de 25 anos e não ter antecedentes criminais. O processo eleitoral envolveu a seleção de uma lista de eleitores em cada província, município e cidade. Cada lista de eleitores escolheu então um número predeterminado de delegados para a assembleia. As cidades maiores, com mais de cinco mil habitantes, elegeram o dobro de eleitores e delegados do que as cidades menores.  No total, 165 delegados deveriam ser eleitos.  Podgorica foi escolhida como local da assembleia porque os membros do comité acreditavam que a capital, Cetinje, era um reduto de apoiantes dos apoiantes de Nicolau e, portanto, estava fora do controlo dos organizadores da assembleia. 
| Número de eleitores e delegados da Assembleia de Podgorica por tipo de círculo eleitoral | Número de eleitores e delegados da Assembleia de Podgorica por tipo de círculo eleitoral | Número de eleitores e delegados da Assembleia de Podgorica por tipo de círculo eleitoral | Número de eleitores e delegados da Assembleia de Podgorica por tipo de círculo eleitoral |
| Tipo de eleitorado                                                                       | Eleitores                                                                                | Delegados                                                                                | Notas                                                                                    |
| ---------------------------------------------------------------------------------------- | ---------------------------------------------------------------------------------------- | ---------------------------------------------------------------------------------------- | ---------------------------------------------------------------------------------------- |
| Província                                                                                | 10                                                                                       | 2                                                                                        | Localizado em território anterior à Primeira Guerra dos Balcãs                           |
| Município                                                                                | 15                                                                                       | 3                                                                                        | Localizado em territórios conquistados na Primeira Guerra dos Balcãs                     |
| Cidades com mais de 5000 habitantes                                                      | 10                                                                                       | 2                                                                                        | Cetinje, Đakovica, Peć, Pljevlja, Podgorica                                              |
| Cidades com menos de 5000 habitantes                                                     | 10                                                                                       | 1                                                                                        | Bar, Berane, Bijelo Polje, Kolašin, Ulcinj                                               |

### Votação
A eleição testemunhou o surgimento de dois campos distintos. Os unionistas defendiam uma fusão incondicional e imediata com a Sérvia, enquanto os seus homólogos, os independentistas, opunham-se aos termos da união proposta.  Os independentes não exigiram a independência total de Montenegro.  Em vez disso, eles defenderam uma parceria na qual Montenegro manteria status igual ao da Sérvia, constituindo parte integrante do estado da união e não apenas uma província da Sérvia. Os unionistas enquadraram o seu apelo à unificação incondicional como um teste de patriotismo e de obrigação moral necessária para atingir os objectivos de longa data de construção do Estado.  O apoio financeiro aos unionistas veio da Sérvia.  As listas de candidatos eram visualmente diferenciadas por serem impressas em diferentes tipos de papel: branco para os unionistas e verde para os independentistas. Consequentemente, eles eram comumente chamados de Brancos (Bjelaši) e os Verdes (Zelenaši) respectivamente.  Esta divisão foi construída a partir de divisões políticas existentes em Montenegro, principalmente em torno do Partido Popular (conhecido como Klubaši) e o Verdadeiro Partido Popular (conhecido como Pravaši). Esses grupos desfrutaram de diferentes níveis de apoio em diferentes regiões de Montenegro. Embora as populações urbanas apoiassem predominantemente os Brancos, excepto em Cetinje, os Brancos também obtiveram mais apoio do que os Verdes entre indivíduos instruídos, jovens, artesãos, comerciantes e pessoal administrativo. 
A eleição, realizada em 19 de novembro, resultou numa maioria significativa para os brancos na assembleia recém-eleita.  Houve alegações de que o Exército Real Sérvio impediu os apoiantes da independência de regressarem do estrangeiro, interferindo assim no processo eleitoral.  Da mesma forma, as autoridades francesas impediram Nicolau de regressar a Montenegro do seu exílio em Neuilly-sur-Seine.  A votação não ocorreu na cidade de Ulcinj, na aldeia vizinha de Vladimir e nas regiões de Skadarska Krajina e Mrkojevići. 

## Resoluções da Assembleia

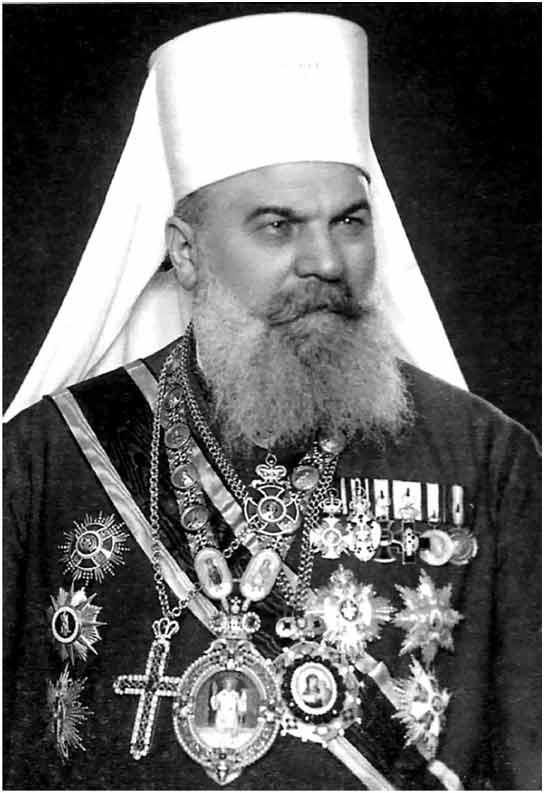
O bispo Gavrilo Dožić foi designado pela Assembleia de Podgorica para entregar a resolução ao príncipe regente sérvio Alexandre.

A Grande Assembleia Popular se reuniu no salão do Monopólio do Tabaco em Podgorica em 24 de novembro de 1918. Inicialmente, Savo Cerović e Lazar Damjanović foram eleitos como presidente e vice-presidente, respectivamente. No dia seguinte, a assembleia nomeou um comitê de vinte membros e o encarregou de preparar um projeto de resolução para consideração e adoção pela assembleia, apesar de um rascunho já preparado por Tomić ter sido distribuído aos delegados. Ao mesmo tempo, a assembleia articulou a unificação de Montenegro e da Sérvia como seu principal objetivo. 
Em 26 de novembro, a assembleia procedeu à leitura da resolução proposta, apesar de algumas reclamações individuais sobre a falta de debate sobre a resolução. O rascunho foi lido em voz alta, acompanhado de ocasionais aplausos e cantos do hino nacional sérvio, "Bože pravde". A resolução compreendia quatro pontos. Primeiro, declarou a remoção do rei Nicolau I e da dinastia Petrović-Njegoš do trono montenegrino. Segundo, especificou que Montenegro e Sérvia seriam unidos sob a dinastia Karađorđević governante da Sérvia, juntando-se ao estado comum do "povo de três nomes" (sérvios, croatas e eslovenos). O terceiro ponto pedia a eleição de um comitê executivo de cinco membros para coordenar os esforços de unificação. Finalmente, a resolução estipulava o envio de avisos da resolução para Nicolau, o governo sérvio, bem como países aliados e neutros. A decisão foi adotada por unanimidade, com três delegados ausentes da votação.
Em quatro sessões adicionais realizadas até 29 de novembro, a assembleia nomeou Damjanović juntamente com Vojvoda Stevo Vukotić (irmão da rainha consorte Milena de Montenegro), Marko Daković, Spasoje Piletić e Risto Jojić como membros do comité executivo. Eles debateram as tarefas do comitê e nomearam uma delegação de quinze membros liderada pelo Bispo da Igreja Ortodoxa Sérvia, Gavrilo Dožić, encarregado de viajar a Belgrado e apresentar a resolução ao Príncipe Regente Aleksandar. Houve também uma discussão sobre o destino da propriedade do Rei Nicolau I e da Igreja Ortodoxa Montenegrina,  que foi confiscada imediatamente após as reuniões da assembleia.  Por fim, a assembleia decidiu confiscar os bens de Nicolau e proibir sua família de retornar a Montenegro. A assembleia reuniu-se novamente em 29 de abril de 1919 em Podgorica para demitir o comité executivo e transferir os seus poderes para Ivo Pavićević como administrador sérvio de Montenegro. 

## Consequências

### Unificação

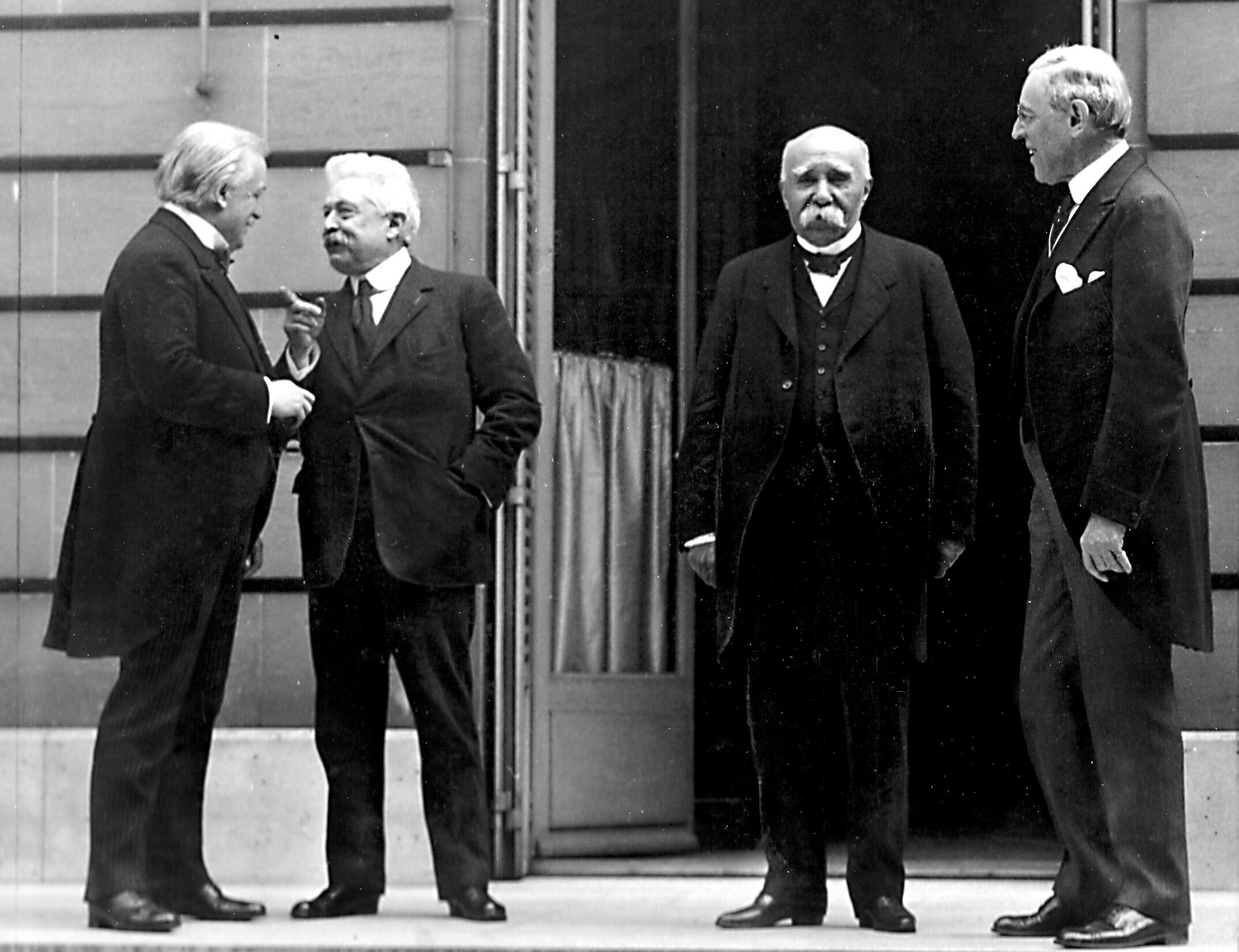
Os "Quatro Grandes" não conseguiram chegar a um acordo sobre quem deveria representar Montenegro na Conferência de Paz de Paris.

A unificação da Sérvia e Montenegro, com base na resolução da assembleia, fortaleceu a posição política da Sérvia pouco antes da proclamação do Reino dos Sérvios, Croatas e Eslovenos (mais tarde renomeado Iugoslávia) em 1º de dezembro de 1918. Contudo, a abordagem da assembleia foi posteriormente criticada por alguns sindicalistas por ser excessivamente enérgica.  Um mês depois, Nicolau expressou o desejo de que Montenegro preservasse a sua autonomia e costumes dentro do novo estado, enfatizando o seu apelo a uma confederação jugoslava.  O governo montenegrino no exílio rejeitou as resoluções da assembleia, argumentando que elas eram ilegais e que o próprio órgão era ilegítimo. Inicialmente, as potências da Entente ignoraram geralmente a aprovação das resoluções, permitindo tacitamente que a Sérvia estabelecesse o novo status quo. 
O destino de Montenegro foi discutido na Conferência de Paz de Paris, onde o governo no exílio e Nicolau não estavam envolvidos na tomada de decisões.  A conferência apenas convidou um representante do governo no exílio para apresentar a sua posição,  por insistência de Nicolau. Embora Montenegro tenha recebido formalmente um assento na conferência, ele permaneceu vago devido a desacordos sobre a seleção de seu representante. As propostas do governo de Montenegro no exílio foram rejeitadas pela Sérvia. A posição sérvia prevaleceu porque foi apoiada pela França.  No início de 1919, Montenegro foi dividido em zonas de ocupação francesa, britânica, italiana, americana e sérvia. No entanto, em meados do ano, todo o território ficou sob o controlo das forças sérvias, renomeadas Forças Ocupacionais Jugoslavas no Montenegro.  A França rompeu relações diplomáticas com Montenegro em 20 de dezembro de 1920, após a eleição da Assembleia Constituinte no Reino dos Sérvios, Croatas e Eslovenos. O Reino Unido e os Estados Unidos seguiram o exemplo em Janeiro de 1921, retirando efectivamente o Montenegro dos assuntos internacionais. 

### Revolta de Natal

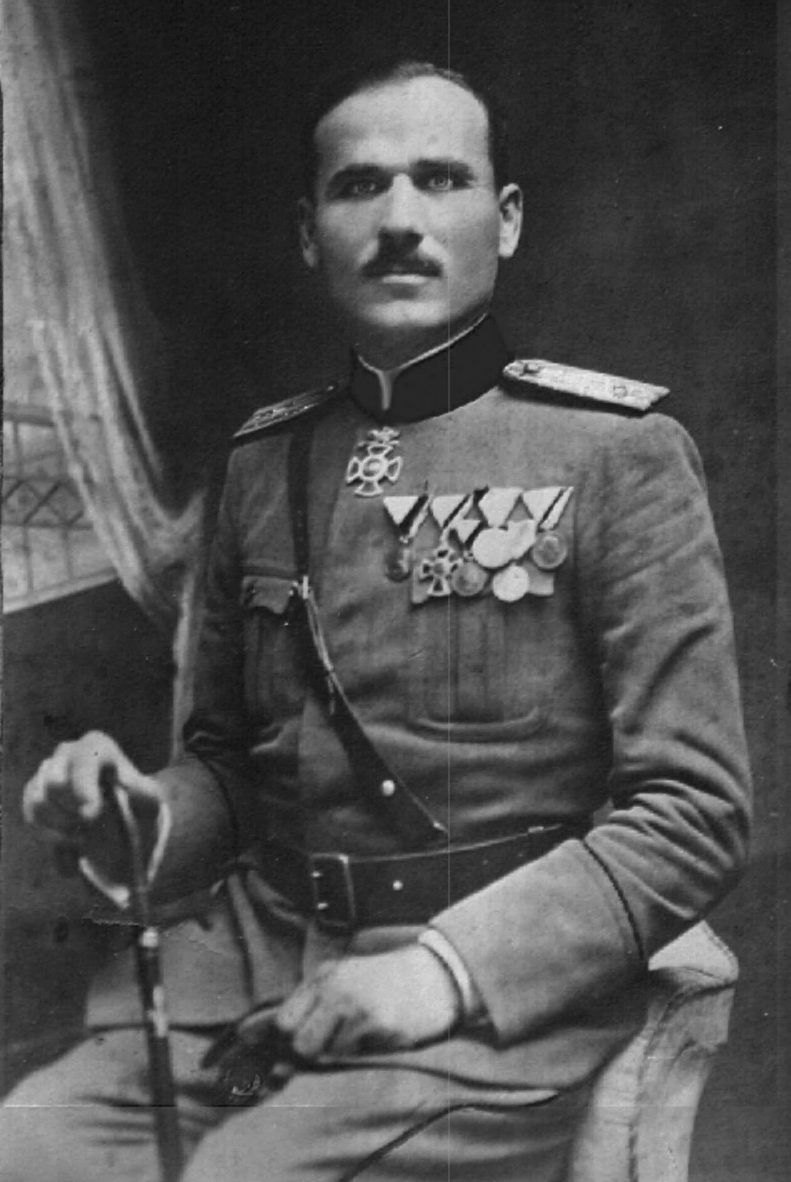
Krsto Popović foi um dos líderes da Revolta de Natal em 1919.

Uma parte da população de Montenegro ficou insatisfeita com os acontecimentos políticos após a Assembleia de Podgorica, levando a uma insurreição em janeiro de 1919. A rebelião, que acabou fracassando, conhecida como Revolta de Natal, foi instigada pelos Verdes e liderada por Krsto Popović e Jovan Plamenac. De acordo com a Missão Militar Britânica em Montenegro, aproximadamente um quinto da população apoiou os rebeldes.  O historiador Ivo Banac sugeriu que os Verdes gozavam do apoio de uma proporção maior da população, mas eram comparativamente mal organizados, indecisos e politicamente divididos.  Enquanto alguns lutaram pela independência total e pelo retorno de Nicolau ao país, outros apoiaram a união com a Sérvia, opondo-se apenas ao estatuto desigual de Montenegro em tal união.  A comunicação social ocidental contemporânea relatou intensos combates durante a revolta.  As tropas de ocupação da Entente em Montenegro perseguiam interesses e políticas nacionais individuais, com os franceses a apoiarem a Sérvia, enquanto as tropas italianas apoiavam os rebeldes.  A Itália inicialmente apoiou o governo montenegrino no exílio durante as negociações sobre as fronteiras com o Reino dos Sérvios, Croatas e Eslovenos como parte da resolução da questão do Adriático. No entanto, depois de a questão ter sido resolvida pelo Tratado de Rapallo de 1920, a Itália concordou em retirar o seu apoio.  Em 1923, alguns dos Verdes fundaram o Partido Federalista Montenegrino, liderado por Sekula Drljević, mudando para a luta política e defendendo a criação de um estado montenegrino dentro da proposta federação iugoslava. 

### Anulação de resoluções
Após o colapso do Reino da Iugoslávia na Segunda Guerra Mundial e o subsequente estabelecimento da Iugoslávia federal governada pelos comunistas em 1945, a República Popular de Montenegro foi estabelecida como um de seus elementos constituintes. De acordo com uma decisão do Partido Comunista da Iugoslávia, todos os cidadãos da República Popular de Montenegro deveriam ser registrados nos censos como montenegrinos, embora a maioria da população se identificasse como montenegrinos e sérvios. Essa decisão resultou em uma série de censos onde a maioria (embora não toda) da população de Montenegro se declarou montenegrina. Isso também levou a acusações de nacionalistas sérvios contra o líder comunista montenegrino Milovan Djilas, alegando que ele "inventou a nação montenegrina". Djilas foi especificamente visado porque foi o autor de um artigo intitulado "Sobre a Questão Nacional Montenegrina" (O crnogorskom nacionalnom pitanju). O artigo tornou-se conhecido do público em geral porque, nele, Djilas argumentava que os montenegrinos pertencem indiscutivelmente ao ramo sérvio dos eslavos do sul, mas que formaram uma nação separada ao longo da história. 
Após a dissolução da Iugoslávia em 1991-1992, Montenegro e Sérvia permaneceram em um estado remanescente conhecido como República Federal da Iugoslávia (renomeada Sérvia e Montenegro em 2003). Em 2006, Montenegro recuperou a sua independência através de um referendo.  Em 2018, o Parlamento de Montenegro votou pela anulação da resolução de 1918 da Assembleia de Podgorica sobre a união com a Sérvia. A resolução de anulação declarou que o Montenegro independente tornou-se parte do Reino da Sérvia através de um golpe de estado porque a Assembleia de Podgorica era um órgão ilegal e ilegítimo que não refletia a vontade da população do Montenegro. 